# Greatest Hits (альбом ABBA)
Greatest Hits — альбом-компіляція шведського гурту ABBA, випущений в 1975 році. Випуск Greatest Hits вийшов в листопаді 1975 року в Скандинавії з метою розвитку успіху інших збірних альбомів групи, випущених в Європі, таких як ABBA’s Greatest Hits у Франції і The Best Of ABBA західнонімецького лейблу Polydor. Альбом став найкращим за продажами в Британії в 1976 році і другим за комерційним успіхом для групи в цій країні. Його успіх повторив Greatest Hits Vol. 2, випущений в 1979 році.

## Список композицій

### Сторона A
1. «SOS» — 3:22
2. «He Is Your Brother[en]» — 3:17
3. «Ring Ring[en]»  — 3:03
4. «Hasta Mañana[en]» — 3:09
5. «Nina, Pretty Ballerina[en]» — 2:52
6. «Honey, Honey[en]» — 2:55
7. «So Long[en]» — 3:06

### Сторона Б
1. «I Do, I Do, I Do, I Do, I Do» — 3:15
2. «People Need Love[en]» — 2:43
3. «Bang-A-Boomerang[en]» — 3:02
4. «Another Town, Another Train[en]» — 3:10
5. «Mamma Mia» — 2:54
6. «Dance (While The Music Still Goes On)» — 3:05
7. «Waterloo» — 2:42

## Американська версія

### Сторона А
1. «SOS» — 3:22
2. «He Is Your Brother[en]» — 3:17
3. «Ring Ring[en]»— 3:03
4. «Another Town, Another Train[en]» — 3:10
5. «Honey, Honey[en]» — 2:55
6. «So Long[en]» — 3:06
7. «Mamma Mia» — 2:54

### Сторона Б
1. «I Do, I Do, I Do, I Do, I Do» — 3:15
2. «People Need Love[en]» — 2:43
3. «Waterloo» — 2:42
4. «Nina, Pretty Ballerina[en]» — 2:52
5. «Bang-A-Boomerang[en]» — 3:02
6. «Dance (While The Music Still Goes On)» — 3:05
7. «Fernando (пісня ABBA)[en]» — 4:15

## Хіт-паради
Альбом — Європа
| Рік  | Хіт-парад            | Позиція |
| ---- | -------------------- | ------- |
| 1976 | UK Album Chart       | 1       |
| 1976 | Norway's Album Chart | 1       |

Альбом — США, Канада
| Рік  | хіт-парад            | Позиція |
| ---- | -------------------- | ------- |
| 1976 | Billboard 200 — USA  | 48      |
| 1976 | RPM albums — Canada  | 2       |
| 1977 | CRIA albums — Canada | 6       |